# McMillan & Wife
McMillan & Wife (McMillan i esposa) és una sèrie policíaca de televisió, emesa per la cadena NBC entre el 17 de setembre de 1971 i el 14 d'abril de 1977. En la seva primera temporada, s'alternava en l'emissió amb les sèries Colombo i McCloud, dins de l'espai NBC Mystery Movie. Els protagonistes eren: Rock Hudson com McMillan i Susan St. James com Sally la seva esposa.

## Argument
La sèrie se centra en la història del policia Stewart McMillan i la seva atractiva, sofisticada i brillant, encara que una mica frívola esposa, Sally. A vegades, els McMillan assisteixen a festes i esdeveniments de l'alta societat, abans de resoldre assassinats, robatoris i altres delictes. Apareixen igualment, el Sergent Charles Enright i Mildred, l'assistenta del matrimoni. Tots dos aporten la perspectiva còmica a la sèrie.
En la cinquena temporada, el personatge de Sally mor en un accident d'avió, en existir problemes contractuals entre l'actriu que ho interpretava i la productora. La sèrie va passar llavors a dir-se McMillan.

## Repartiment
- Rock Hudson - Stewart McMillan
- Susan Saint James - Sally McMillan
- John Schuck - Sergent Charles Enright
- Nancy Walker - Mildred
- Martha Raye - Agatha
- Bill Quinn - Cap de policia Paulson
- Mildred Natwick - Beatrice
- Donna Mills - Laura
- Richard Gilliland - Sergent Steve DiMaggio

## Repercussions
La sèrie va ser nominada a set Premis Emmy i cinc Globus d'Or.

## La sèrie a Espanya
Es va emetre per Televisió espanyola entre 1972 i 1976, aconseguint una enorme popularitat. Susan Saint James va ser guardonada amb els Premis TP d'Or a la Millor Actriu Estrangera corresponents a les edicions de 1972 i 1973, i Rock Hudson com a Millor Actor Estranger en 1976.